# Garypinus afghanicus
Garypinus afghanicus är en spindeldjursart som beskrevs av Beier 1959. Garypinus afghanicus ingår i släktet Garypinus och familjen Garypinidae.

## Underarter
Arten delas in i följande underarter:
- G. a. afghanicus
- G. a. minor